# Пальмер, Фрида
Фрида Пальмер (швед. Frida Palmér, 14 февраля 1905 — 13 октября 1966) — первая шведка-астроном, получившая степень доктора философии.

## Биография
Фрида Пальмер родилась в Блентарпе , Швеция и была единственным ребёнком в семье строителя Ханса Перссона Палмера и Эльсы Йепссон. Когда Фриде было всего пять лет, её отец умер, и она с мамой переехала в Яррестад.
Осенью 1925 г. она училась в Лунде, где обучалась математике и астрономии. Она училась у своего наставника и друга астронома Кнута Лундмарка и в 1930 году получила большой грант на поездки и посещение зарубежных обсерваторий в Праге, Вене, Будапеште, Потсдаме, Данциге (ныне Гданьск) и Берлине. Она производила впечатление тем, что работала в той области, где всегда традиционно доминировали мужчины. Под научным руководством Кнута Лундмарка в 1939 г. в Университете Лунда она защитила диссертацию о нерегулярных переменных звёздах. Она стала первой шведкой доктором философии в астрономии. В ходе своих исследований она описала более 259 переменных звёзд с нерегулярной периодичностью колебаний яркости, изучила их галактическое распределение по типам спектра.
Её научная карьера была прервана Второй Мировой войной. Она работала на радиостанции национальной обороны в качестве аналитика криптографических систем: расшифровывала радиопередачи советских подводных лодок в Северном Ледовитом океане. В 1945 г., всё ещё работая в FRA, она опубликовала список из 98 переменных звёзд. Она безуспешно претендовала на получение стипендии «академически образованных женщин». В 1945 году она прервала свою карьеру астронома и стала профессором в Хальмстаде, чтобы иметь возможность ухаживать за матерью.
После смерти матери Фрида Палмер основала Ассоциацию работающих женщин Стокгольма. В 1963 г. она посетила Каир (Египет).
Фрида Пальмер умерла в Хальмстаде в 1966 г. В её честь назвали обсерваторию Хальмстадского университета.